# 谷垣大輔
谷垣 大輔（たにがき だいすけ、1969年12月4日 - ）は、アメリカ・ロサンゼルス在住の日本人の建築家、起業家、ブロガーである。南カリフォルニア大学建築学部を卒業後、建築設計の分野で国際的なキャリアを築き、現在はHOBBYWINGの北アメリカ最高経営責任者（CEO）を務めている。HOBBYWINGは、無刷動力システム（ブラシレスDCモーターシステム）の分野で世界をリードするブランドとして知られている。
谷垣は、建築家として大型商業施設や複合商業施設の設計を中心にグローバルに活動し、「Architectural Branding」のパイオニアとして評価されている。また、武道の伝統を持ち、ビジネスと武道の精神を融合させた独自のリーダーシップを発揮している。ソーシャルメディアでは、「Famous Blogger」としてアメーバブログに登録し、心のあり方、人と社会の関係、ビジネスに関するアドバイスなどを発信している。

## 経歴
谷垣は1969年12月4日に日本の東京都北区で生まれ、幼少期は千葉県鎌ケ谷市で育ち、武道と音楽に親しんだ。代々伝わる古武道を学び、その教えである「使わぬために学び続ける」が彼の人生観に深い影響を与えた。十代後半でオートバイ事故に遭い、人生観が大きく変わる転機を迎える。
1988年にアメリカに移住し、南カリフォルニア大学建築学部に入学。留学中にヨーロッパを訪れ、西洋文化を吸収しつつ日本人としてのアイデンティティを強めた。卒業後は、AC Martin PartnersやEhrenkrantz Echstut&Kuhnなどの一流建築会社で都市計画や大型複合商業施設の設計に携わり、経験を積んだ。特に、ハリウッド＆ハイランドプロジェクトのリードデザイナーとして、コダック・シアターの導入やハリウッドサインを望む広場の設計に貢献。「街と育つ場」というコンセプトを打ち出し、高い評価を受けた。

### R204DESIGNの設立とグローバル展開
1999年、アメリカ・ロサンゼルスにデザイン総合会社R204DESIGNを設立。2000年にはスイスで開催された世界コンペで優勝し、ローザンヌ市の「Flonplex」および「Colonnade」プロジェクトを手掛けてヨーロッパ進出を果たした。ムービーシアターのデザインや総合ブランディングを多数担当し、国際的な注目を集める。
2001年、インド石油ヘッドクオーターコンペで優勝し、ニューデリーを中心にプロジェクトを展開。パートナーのRSAと協力してR204DESIGNのサテライトオフィス（NDO）を設立。2002年には中東市場に進出し、クウェート、ドバイ、サウジアラビアで都市計画や大型複合商業施設のプロジェクトを開始した。
2003年、インド・ニューデリーでアラブ首長国連邦の政府系デベロッパーEmaar Propertiesのヘッドクオーターを設計。同社のプロジェクトを中心にインド全国で活動を広げた。同年、中国上海の「Senior Housing Prototype Project」招待コンペで優勝し、「将来のアクティブ・シニア」というコンセプトを提案して評価を受けた。
2006年以降、日本や中国を含むパシフィックアジアへの進出を開始。2007年には京都南プロジェクトの総合デザイン・監督を務め、中東ではインド全域で大型複合商業・住宅施設をデザインした。

### HOBBYWINGへの転身
2010年以降、建築家としての活動に加え、ライフスタイリストとしての視点も取り入れ、2011年にHOBBYWING North Americaを設立。以後、HOBBYWINGを無刷動力システムの分野で世界的なブランドへと成長させた。

## 建築家としての活動
谷垣は、R204DESIGNの創立者として、大型商業施設や複合商業施設の設計を中心にグローバルに展開した。建築設計だけでなく、マルチメディア・グラフィック、ブランディングを統合した「Architectural Branding」を確立し、その分野のパイオニアとしての地位を築いた。彼の設計スタイルは、伝統と現代の融合や自然環境との調和を重視しており、地域の文化や素材を活かしたプロジェクトで知られている。また、谷垣は数多くのハリウッドのセレブリティの住宅もデザインしており、毎年開催されるハリウッド・アカデミー賞授賞式が行われるドルビー・シアター（旧コダック・シアター）のコーディネーションも務めている。

### 代表的なプロジェクト
- ハリウッド＆ハイランド（アメリカ）: コダック・シアターやハリウッドサインを望む複合商業施設の総合デザイン・設計。
- FlonplexおよびColonnade（スイス）: 世界コンペ優勝後のヨーロッパ進出プロジェクト。
- インド石油ヘッドクオーター（インド）: ニューデリーでの優勝プロジェクト。
- Emaar Propertiesヘッドクオーター（インド）: 中東デベロッパーとのコラボレーション。

## HOBBYWINGでの活動
2011年以降、谷垣はHOBBYWINGのCEOとして、無刷動力システム（ブラシレスDCモーターシステム）の製造に注力。RCホビー、ドローン、個人向けグリーン出行（電動滑板など）の分野で業界をリードし、垂直統合型の製造プロセスを採用することで高品質かつコンパクトな製品を提供している。代表的な製品には、「XR10 Pro G3」や「V10 G4R」などの有感無刷電調・モーター、「CM-H13-共軸」などのドローン動力システムがある。彼がデザインしたパーツは火星に降り立ったInguinity・地球環境でテスト・デモに利用した地球版にも使われている。建築で培ったデザイン思考と精密さをビジネスに活かし、HOBBYWINGを世界的なブランドへと成長させた。

## ソーシャルメディア活動
谷垣はアメーバブログに「Famous Blogger」として登録されており、心のあり方、建築、ライフスタイルに関する洞察を共有している。グローバルなフォロワーと交流し、自身のデザイン哲学や業界トレンドを発信することで、ブランドの認知度向上にも寄与している。

## 個人的な哲学
アメリカでの生活やビジネスを通じて、谷垣は「許し、与える」という心の姿勢を学び、それが真の平和につながると考えている。武道の精神をビジネスに取り入れ、競争の中で調和を追求するリーダーシップを発揮。